# الوراقة في منطقة نجد (كتاب)
الوراقة في منطقة نجد هو كتاب من تأليف الوليد بن عبدالرحمن آل فريان يتحدث عن الوراقة والناسخين في إقليم نجد من الفترة الممتدة ما بين القرن التاسع والرابع عشر هجري.

## عن الكتاب
يحتوي الكتاب على تراجم لحوالي 150 وراقا عاشوا في إقليم نجد , وسط المملكة العربية السعودية.
بسط الكتاب معنى الوراقة وأقسامها وأدوات الوراقة، وختم الكتاب بالحديث عن الوراقين، موزعا إياهم على أربعة مباحث، تناول المبحث الأول منها الوراقون في القرون التاسع والعاشر والحادي عشر الهجرية، والمبحث الثاني عن الوراقين في القرن الثاني عشر، والمبحث الثالث عن الوراقين في القرن الثالث عشر، والمبحث الرابع عن الوراقين في القرن الرابع عشر.

## أهمية الكتاب
تعود أهمية الكتاب على تطرقه لجانب بقي مجهولًا لسنوات عن الوراقة والناسخون في إقليم نجد خلال المدة من القرن التاسع حتى القرن الرابع عشر الهجري.

## الوراقة في نجد

### الوراقون في القرن التاسع والعاشر والحادي عشر هجري
- أحمد بن عبدالرحمن بن إسماعيل.
- عبدالله بن شفيع التميمي الأشيقري.
- سليمان بن أحمد بن أبي بكر بن حسن.
- حسين بن علي بن عبدالله بن بسام.
- عبدالرحمن بن محمد بن عبدالله بن بسام.
- محمد بن فضل بن شمس.
- بدر بن محمد الوهيبي.
- عبدالله بن محمد القصير.
- عبدالله بن محمد بن سلطان.
- عبدالله بن محمد بسام.
- أحمد بن عيسى المرشدي العمري.
- محمد بن أحمد بن إسماعيل.
- عبدالرحمن بن أحمد بن إسماعيل.
- عبدالله بن أحمد بن إسماعيل.
- زامل بن موسى بن سلطان.
- سليمان بن علي بن مشرف.
- محمد بن نشوان بن حسن.
- عبدالرحمن بن محمد بن عيسى.
- علي بن محمد بن علي بن بسام.
- حمد بن فهد بن فوزان بن رميح.
- محمد بن خلف.
- أحمد بن ناجم بن عيسى.
- عثمان بن أحمد بن قائد.[3]

### الوراقون في القرن الثاني عشر
- إبراهيم بن محمد بن أحمد بن إسماعيل.
- محمد بن عبدالله بن محمد بن إسماعيل.
- فوزان بن محمد بن علي بن بريد.
- عبداللطيف بن محمد بن ناصر.
- عبدالرحمن بن محمد بن شعيب.
- حسن بن عبدالله بن حسن أبا حسين.
- أحمد بن محمد القصير.
- أحمد بن محمد المنقور.
- سليمان بن موسى الباهلي.
- عجلان بن منيع الحيدري.
- عبدالرحمن بن عبدالله بن مطلق.
- محمد بن ناصر خزيم.
- حسن بن صالح بن عمود.
- علي بن سليمان السليمان.
- إبراهيم بن سليمان بن علي بن مشرف.
- منصور بن تركي بن حميدان بن تركي.
- عبدالوهاب بن سليمان بن مشرف.
- أحمد بن غنام.
- معيقل بن جبر بن محمد بن عدي.
- محمد بن ربيعة بن محمد بن ربيعة.
- عبدالله بن أحمد بن محمد بن عضيب.
- محمد بن حسن بن حسين بن عفالق.
- عبدالرحمن بن محمد السحيمي.
- مربد بن أحمد الوهيبي.
- عبدالله بن أحمد بن سحيم.
- محمد بن حمد العوسجي.
- إبراهيم بن أحمد المنقور.
- رشيد بن زامل أبا الحصين.
- عبدالله بن زيد بن إبراهيم بن سليمان.
- حمد بن إبراهيم بن حمد بن عبدالوهاب.
- أحمد بن إبراهيم بن سليمان بن يوسف.
- عثمان بن صالح بن عثمان.
- محمد الهندي.
- دخيل الله بن سليمان الأحسائي.
- أحمد بن محمد بن عثمان.
- عبدالله بن محمد بن إسماعيل.

### الوارقون في القرن الثالث عشر
- حميدان بن تركي بن حميدان بن تركي.
- إبراهيم بن أحمد بن إبراهيم بن يوسف.
- محمد بن عبدالوهاب بن سليمان بن مشرف.
- عبدالرحمن بن إبراهيم بن سليمان بن مشرف.
- عبدالرحمن بن إبراهيم بن سليمان بن مشرف.
- محمد بن عبدالرحمن بن عفات الأحسائي.
- عبدالله بن سليمان بن عبدالوهاب.
- أحمد بن محمد بن ناصر.
- جاسر بن محمد الماضي.
- مرشد بن يحيى بن علي بن مانع.
- أحمد بن سالم بن علي بن خضر.
- عبدالله بن درويش.
- إبراهيم بن حسن بن راشد.
- صالح بن سيف العتيقي.
- ناصر بن سليمان بن محمد بن سحيم.
- محمد بن حمد بن محمد بن بسام.
- سليمان بن علي بن موسى بن علي.
- عبدالرحمن بن حمد بن سعيد آل عبدالقادر.
- عبدالعزيز بن رشيد أبا الحصين.
- سليمان بن عبدالله بن محمد بن عبدالوهاب.
- علي بن عبدالله بن محمد بن عبدالوهاب.
- أحمد بن عبدالله بن عقيل.
- محمد بن مبارك بن علي بن مبارك.
- سيف بن محمد بن أحمد العتيقي.
- إضافة إلى كل من : عبدالعزيز بن عبدالله بن محمد الحصين، عبدالعزيز بن حمد بن إبراهيم بن مشرف، عبدالله بن محمد بن عيسى، فاطمة بنت حمد الفضيلي، محمد بن براك، محمد بن حيدر، عبدالوهاب بن منصور بن دليم، عبدالله بن ناصر الجبري، إبراهيم بن حمد بن عبدالله بن عيسى، عبدالله بن حمد الخريجي، عبدالله بن فائز أبا الخيل، حسن بن عتيق، عبدالرحمن بن حمود، عبدالعزيز بن عبداللطيف الباهلي، سليمان بن عبدالله بن غيهب، سعيد بن رشيد الخزرجي، عبدالله بن راشد، عبدالعزيز بن عبدالله بن منصور بن تركي، قرناس بن عبدالرحمن بن قرناس، علي بن عبدالله البواردي، إبراهيم بن حسن بن حمد بن ضبيب، علي بن محمد بن علي بن عبدالوهاب، عبدالله بن حمد بن شريف، إبراهيم بن عبدالله بن إبراهيم، محمد بن عبدالرحمن بن عبدالله بن عمير، عبدالعزيز بن عيبان، علي بن عبدالله العلي، أحمد بن إبراهيم بن حمد بن عبدالوهاب، محمد بن زيد بن علي بن إبراهيم بن مرشد.كما جاء منهم: عبدالكريم بن صالح بن شبل، شريدة بن علي الطيار، محمد بن عمر الفاخري، عبدالله بن محمد بن عوشن، محمد بن عبداللطيف الباهلي، عبدالله بن فارس آل سميح، إبراهيم بن حمد بن محمد بن عيسى، حمد بن عبدالله النجدي، إبراهيم بن علي بن حريب، عبدالرحمن بن محمد بن سعيد، عبدالله بن عبدالرحمن أبابطين، عثمان بن عبدالعزيز بن منصور، عبدالرحمن بن سليمان المسعري، حمد بن علي القناعي، محمد بن زيد بن جساس، محمد بن عثمان بن يحيى، عبدالرحمن بن عثمان بن زامل، محمد بن ناصر بن عبدالله بن عثمان، حسن بن عبدالعزيز بن مزروع، عبدالله بن سعد بن حماد، عبدالرحمن بن محمد بن عبدالله بن مانع، سعد بن عيسى القويزاني، محمد بن حمد بن نصر الله بن فوزان، عبدالرحمن بن عبدالعزيز بن محمد بن فوزان، عبدالله بن سعد الحميدي، محمد بن عبدالله بن محمد بن مانع، عبدالله بن عبدالرحمن الحليفي، عبدالله بن صالح بن شبل، محمد بن عبدالله بن علي بن حميد، عبدالعزيز بن ناصر بن تريكي، محمد بن سعد العجيري، ابراهيم بن سعد العجيري، أحمد بن عبدالله العجيري، زامل بن حمد بن محمد بن مدلج، سعود بن محمد بن بليهد، محمد بن حمد بن عمير، محمد بن ضيف الله الرديني، علي بن عبدالله بن محمد بن علي، سعد بن نبهان بن رشيد بن منصور.

### الوارقون في القرن الرابع عشر:
- حمد بن علي بن محمد بن عتيق.
- علي بن محمد بن راشد.
- محمد ابن راشد الغنيمي.
- عبدالرحمن بن مقيم.
- محمد بن عبدالمحسن بن رباح.
- عبدالعزيز بن إبراهيم بن عبداللطيف الباهلي.
- خلف بن إبراهيم بن خلف بن هدهود.
- إبراهيم بن محمد بن عجلان.
- سليمان بن عبدالرحمن بن إبراهيم بن غيهب.
- عبدالله بن عائض.
- محمد بن عبدالله بن فنتوخ.
- محمد بن عبدالعزيز الصقعبي.
- إبراهيم بن عبدالله المسند.
- أحمد بن إبراهيم بن حمد بن عيسى.
- عبدالرحمن بن عبدالعزيز آل الشيخ.
- إضافة إلى : سليمان بن عبدالعزيز بن سليمان ا لدامغ، محمد بن حمد بن عساكر، عطية بن سليمان المزيني، علي بن عبدالله بن إبراهيم بن محمد بن عيسى، محمد بن عبدالله بن محمد بن سبيل، عبدالرحمن بن محمد بن عثمان أبا حسين، شكر بن حسين، عبدالله بن عبداللطيف بن عبدالرحمن آل الشيخ، عبدالله بن محمد بن عبدالله بن فنتوخ، صعب بن عبدالله التويجري، ناصر بن سعد الهويدي , محمد بن عبدالله بن ناصر بن علي، إبراهيم بن صالح بن إبراهيم بن عيسى، حمد بن فارس بن محمد بن فارس، عبدالعزيز بن صالح الصيرامي، عبدالله بن محمد بن عبدالله بن ناصر، حمد بن محمد الخطيب، محمد بن ناصر بن حمد بن مبارك، عبدالرحمن بن عبدالعزيز بن صعب، سعد بن حمد بن علي بن عتيق، سليمان بن سحمان، عيسى بن حمود آل مهوس، عبدالرحمن بن عبدالعزيز العبيدي، عبدالعزيز بن عبدالله العنقري، أحمد بن محمد بن عبدالله بن عبيد، عبدالله بن عبدالعزيز بن صعب، إبراهيم بن محمد بن سالم بن ضويان، عبدالله بن سليمان آل علي، سليمان بن حمد بن رميح، عبدالعزيز بن عبدالرحمن الباهلي، عبدالعزيز بن عبدالله بن محمد بن عامر، حمد بن ناصر بن سليمان العسكر، عبدالعزيز بن عبدالرحمن بن ناصر بن بشر، عبدالله بن أحمد الرواف، عمر بن محمد بن عبدالله بن فنتوخ، محمد بن أحمد بن عبدالرحمن بن عبيد، عبدالعزيز بن زيد بن محمد بن سليمان , عبدالعزبز بن محمد بن مديهش، عبدالعزيز بن محمد الأحيدب، محمد بن عبدالرحمن العمري، إبراهيم بن محمد بن شرعان، عبدالرحمن بن داود آل ضحيان، أحمد بن محمد العيد، عبدالقادر السندي المدني، مطلق الفهيد، محمد بن عبدالله بن محمد الفاخري، عبدالعزيز بن فوزان، عبدالله بن عبدالرحمن بن عبداللطيف بن موسى، محمد بن عبدالرحمن بن عبداللطيف بن موسى، محمد بن يحيى العريني، سليمان بن سالم آل ليلى، صالح بن عبدالعزيز بن صالح بن مرشد، إبراهيم بن محمد بن عمر بن سليم، محمد بن عبدالله الحميزي، عثمان بن عدالعزيز بن عثمان بن ركبان، عبدالله بن صالح بن دخيل، عبدالرحمن بن عثمان آل جلاجل، محمد بن عبدالرحمن الشويعر، عثمان بن عبدالله بن عثمان بن بشر، سليمان بن عبدالله بن عبدالعزيز بن الشيخ، إبراهيم بن عبدالله الشايقي، سليمان بن عبدالله بن سليمان بن ماجد، عبدالعزيز بن أحمد المصيريع، عمر بن عبداللطيف الباهلي، محمد بن عبداللطيف بن عبدالرحمن بن حسن، عبدالله بن إبراهيم الربيعي، إبراهيم بن عبدالعزيز بن إبراهيم السويح.